# Montagne du Roule
La montagne du Roule est un sommet du Massif armoricain. Elle est située dans le département de la Manche, dans la commune de Cherbourg-en-Cotentin. Elle culmine à 112 m d'altitude.
C'est une falaise morte, érodée au quaternaire par la mer qui, en se retirant, avait laissé des mielles et des marais arrière-littoraux désormais urbanisés.
Après avoir abrité un ermitage, ce sommet cherbourgeois est dominé depuis le Second Empire par le fort du Roule, une fortification percée de galeries lors de la Seconde Guerre mondiale. Le fort abrite un musée de la Libération.
Les roches présentes dans les sols sont exploitées sur le flanc nord-est de la montagne depuis les travaux de la digue de Cherbourg au XVIIIe siècle.
La montagne du Roule constitue une zone naturelle d'intérêt écologique, faunistique et floristique (ZNIEFF) et abrite le fort du Roule à son sommet.

## Toponymie
Le terme de roule (appellation locale du grès armoricain), est utilisé pour désigner différents lieux, notamment en Normandie, avec par exemple la colline du Roule à Saint-Léger-du-Bourg-Denis ou encore le moulin du Roule à Rosay-sur-Lieure.

## Géologie
Le mont est constitué de grès armoricain surmontant des schistes. Ses roches sédimentaires appartiennent à l'Ordovicien, période du Paléozoïque. Extrémité nord-est du massif armoricain, la montagne du Roule est aussi due à la formation de la chaîne hercynienne par le plissement des arkoses du Cambrien  qui se traduit par des couches de grès inclinées de 45° vers le nord-est.